# Johann Huber
Johann Nepomuk Huber, född den 18 augusti 1830 i München, död där den 20 mars 1879, var en tysk romersk-katolsk filosofisk skriftställare.
Huber, som var professor i filosofi i München, inlade i den fria vetenskapens namn i flera skrifter en protest mot den av jesuiterna i katolicismen införda nyskolasticismen samt gällde jämte Ignaz von Döllinger som en förkämpe för den gammalkatolska rörelsen. 
Hans främsta skrifter är Die Philosophie der Kirchenväter (1859), Johannes Scotus Erigena (1861) och Der Jesuitenorden nach Verfassung und Doctrin, Wirksamkeit und Geschichte (1873), vilken i Rom genast uppfördes på de förbjudna böckernas index, men översattes till franska och vann stor spridning. Han uppträdde även kritiskt mot Darwins lära samt mot David Strauss arbete "Der alte und der neue Glaube".